# Eupholus
Eupholus bennetti este un curculonid (gargarita)poate ajunge la o lungime de aproximativ 22-32 milimetri (0.87-1.3 in). Culoarea este de obicei albastră sau verde, cu două benzi longitudinale negre de-a lungul pronotului și elitrelor.Culoarea albastru-verde provine din solzi foarte mici. În partea de sus a antenelor este negru.